# Цветаева, Марина Ивановна
Мари́на Ива́новна Цвета́ева (26 сентября [8 октября] 1892, Москва, Российская империя — 31 августа 1941, Елабуга, Татарская АССР, СССР) — русская поэтесса Серебряного века, прозаик, переводчица.

## Биография

### Детство и юность

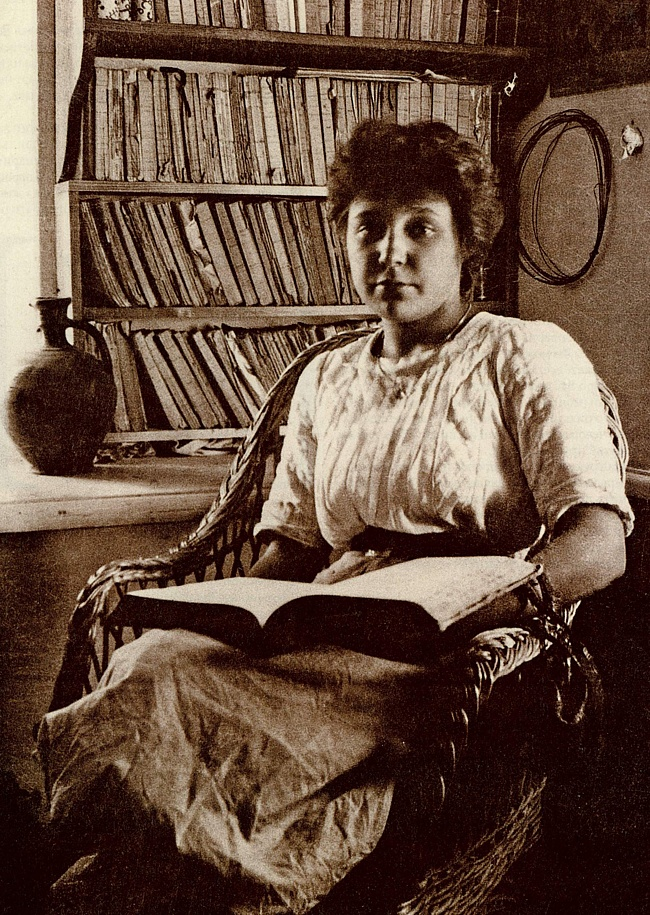
Марина Цветаева. 1911 год. Фото Максимилиана Волошина

Марина Цветаева родилась 26 сентября (8 октября) 1892 года в Москве. Сама Цветаева праздновала свой день рождения 9 октября, связывая его с днём поминовения апостола Иоанна Богослова по православному календарю, что отмечала в том числе в нескольких своих произведениях. Например, в стихотворении 1916 года:
Красною кистью

Рябина зажглась.

Падали листья,

Я родилась.

Спорили сотни

Колоколов.

День был субботний:

Иоанн Богослов.
Её отец, Иван Владимирович, — профессор Московского университета, известный филолог и искусствовед — стал в дальнейшем директором Румянцевского музея и основателем Музея изящных искусств. Мать, Мария Мейн (по происхождению — из обрусевшей польско-немецкой семьи), была пианисткой, ученицей Николая Рубинштейна. Бабушка М. И. Цветаевой по материнской линии — полька Мария Лукинична Бернацкая. У Марины были младшая сестра Анастасия, единокровные брат Андрей и сестра Валерия.
Ещё в шестилетнем возрасте Цветаева начала писать стихи, причём не только на русском, но и на французском и немецком языках. Огромное влияние на формирование её характера оказывала мать, которая мечтала видеть дочь музыкантом. В 1899—1902 годах Цветаева училась в Музыкальном Общедоступном училище В. Ю. Зограф-Плаксиной в классе фортепиано. От отца Цветаевой передалась любовь к античной мифологии, впоследствии отразившаяся в её стихах.
В 1901—1902 годах училась в 4-й женской гимназии. Осенью 1902 года из-за обнаруженного у Марии Александровны Цветаевой туберкулёза вместе с семьёй уехала на Итальянскую Ривьеру, жила в Нерви близ Генуи. В 1903—1904 годах училась во французском пансионе сестёр Лаказ в Лозанне, в 1904—1905 годах — в пансионе сестёр Бринкман во Фрайбурге.
В конце лета 1905 года Цветаевы вернулись в Россию. Марина вместе с матерью и сестрой Анастасией жила в Ялте, где готовилась к поступлению в Ялтинскую гимназию, в которой потом отучилась год. Летом 1906 года И. В. Цветаев перевёз их в Тарусу, где 5 июля Мария Александровна скончалась.
В сентябре 1906 года Марина Цветаева поступила пансионеркой в четвёртый класс женской гимназии им. В. П. фон Дервиз, из которой через полгода была исключена за свободомыслие и дерзость. Не прижилась она и в гимназии А. С. Алфёровой. В сентябре 1908 года поступила в шестой класс частной женской гимназии М. Т. Брюхоненко, которую и окончила через два года.
Летом 1909 года Цветаева предприняла первую самостоятельную поездку за границу. В Париже она записалась на летний университетский курс по старофранцузской литературе.

### Начало творческой деятельности

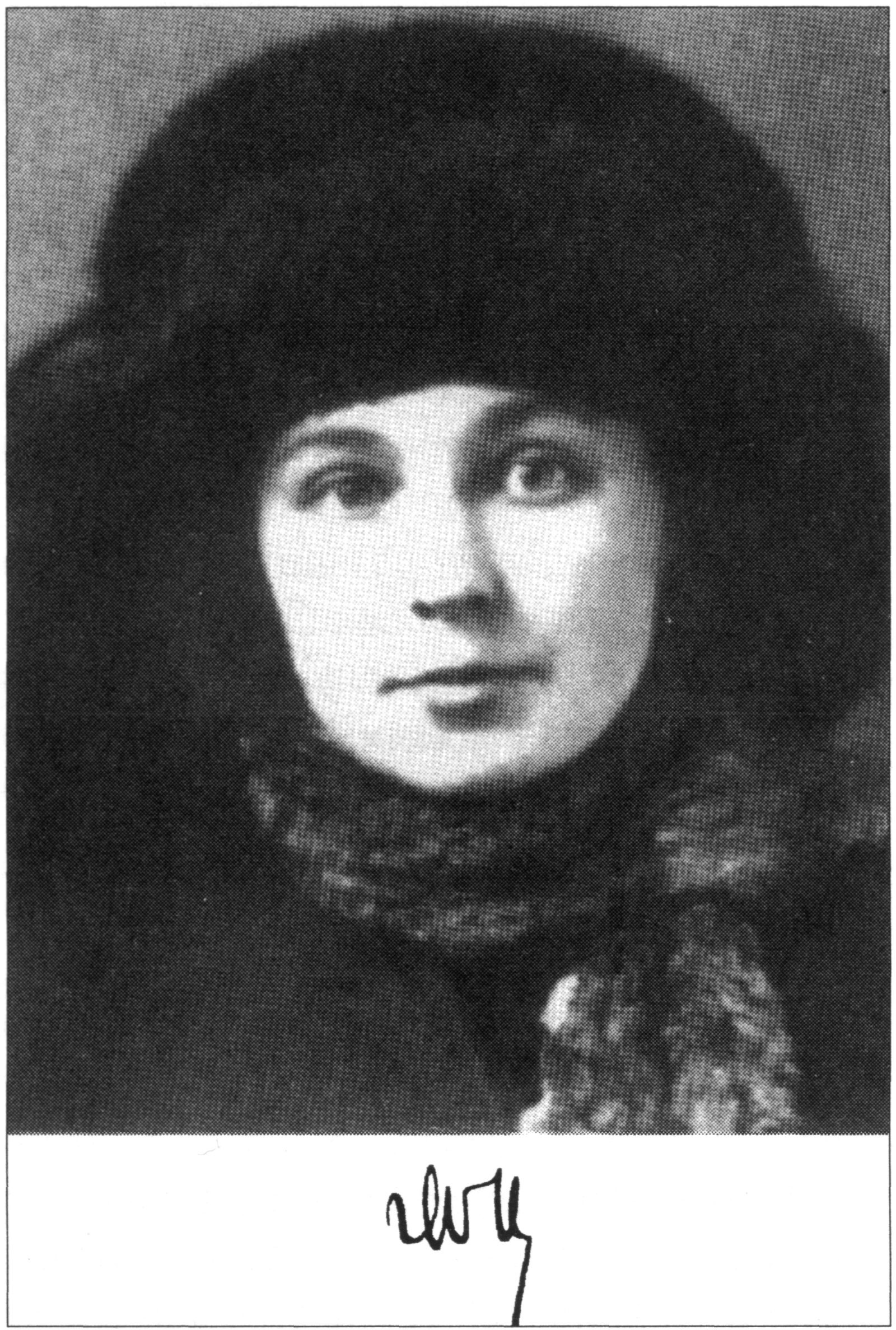
Марина Цветаева. Фото с автографом. Примерно 1917 год

Осенью 1909 года Цветаева посещала лекции и клубные собрания при издательстве московских символистов «Мусагет», через год — собрания кружка «Молодой Мусагет», что значительно расширило круг её литературных знакомств.
В сентябре — октябре 1910 года Цветаева напечатала в Товариществе типографии А. И. Мамонтова за свой счёт первый сборник стихов — «Вечерний альбом», в который включены в основном её школьные работы. Сборник посвящён памяти Марии Башкирцевой, что подчёркивает его «дневниковую» направленность. Её творчество привлекло внимание знаменитых поэтов: Валерия Брюсова, Максимилиана Волошина и Николая Гумилёва. Зимой 1910/1911 годов Цветаева написала свою первую критическую статью «Волшебство в стихах Брюсова».
В конце 1910 года в Москве состоялось знакомство Цветаевой с поэтом и литературным критиком Максимилианом Волошиным. В следующем году она посещает знаменитый волошинский «Дом поэтов» в Крыму. Там же, в Коктебеле, в мае 1911 года Цветаева познакомилась с Сергеем Эфроном; 29 января 1912 года они обвенчались в церкви Рождества Христова в Малом Палашёвском переулке. В сентябре того же года у Марины и Сергея родилась дочь Ариадна (Аля). Последующие годы, вплоть до революции, семья неоднократно проводила лето в Крыму на даче Волошина. Впоследствии в эмиграции Цветаева вспоминала, что это было самым счастливым временем её жизни: «Коктебель 1911 года — счастливейший год моей жизни, никаким российским заревам не затмить того сияния», «Коктебель да чешские деревни — вот места моей души».
В феврале 1912 года вышел второй сборник Цветаевой — «Волшебный фонарь». В марте 1913 года выходит и третий — «Из двух книг».
В октябре 1914 года Цветаева познакомилась с поэтессой и переводчицей Софией Парнок; их романтические отношения продолжались до 1916 года. Цветаева посвятила Парнок цикл стихов «Подруга». Цветаева и Парнок расстались в 1916 году; Марина вернулась к мужу Сергею Эфрону. Отношения с Парнок Цветаева охарактеризовала как «первую катастрофу в своей жизни». В 1921 году Цветаева, подводя итог, пишет:

Любить только женщин (женщине) или только мужчин (мужчине), заведомо исключая обычное обратное — какая жуть! А только женщин (мужчине) или только мужчин (женщине), заведомо исключая необычное родное — какая скука!
Летом 1916 года Цветаева приехала в город Александров, где жила её сестра Анастасия Цветаева с гражданским мужем Маврикием Минцем и сыном Андреем. В Александрове Цветаевой был написан цикл стихотворений («К Ахматовой», «Стихи о Москве» и другие), а её пребывание в городе литературоведы позднее назвали «Александровским летом Марины Цветаевой».

### Гражданская война (1917—1922)
В 1917 году Цветаева родила дочь Ирину. Отношение матери к дочери граничило с жестокостью. Так, она привязывала маленькую Ирину к ножке кровати, чтобы та не добралась до помойного ведра. После этого уходила со своей старшей дочерью из дома, чтобы накормить её у друзей. Поэтесса хорошо относилась к более смышленой старшей дочери Ариадне, но недолюбливала Ирину, чья болезненность её пугала и отталкивала. В 1919 году Марина Цветаева в состоянии депрессии отдала в приют обеих дочерей, объясняя это тем, что сама не может прокормить их. Навещая дочерей в приюте, она почти не общалась с Ириной, отдавая все внимание и угощения своей любимице Ариадне. Когда старшая дочь заболела, Марина Ивановна забрала её домой, а Ирина осталась в приюте. В итоге Ирина умерла в приюте в трёхлетнем возрасте фактически от голода, а мать даже не пришла на её похороны. Годы Гражданской войны оказались для Цветаевой очень тяжёлыми. Сергей Эфрон с 1918 года служил в рядах Добровольческой армии на юге России. Цветаева жила в Москве, в Борисоглебском переулке, с ноября 1918 года служила в Информационном отделе Комиссариата по делам национальностей (Наркомнац), в апреле 1919 года — в Центральной коллегии попечения о пленных и беженцах (Центрпленбеж), в ноябре 1920 года — в театральном отделе Наркомпроса. В эти годы появился цикл стихов «Лебединый стан», проникнутый сочувствием к белому движению. В 1918—1920 годах Цветаева пишет романтические пьесы, поэмы «Егорушка», «Царь-девица», «На красном коне».
С января 1921 года Цветаева регулярно посещала литературные вечера Всероссийского союза поэтов и заседания «Никитинских субботников», выступала с чтением своих новых произведений. В марте 1921 года началась многолетняя дружба Цветаевой с князем Сергеем Волконским. Эфрон к тому времени уже был в Праге, где стал студентом Карлова университета. Там его отыскал находившийся в заграничной командировке Илья Эренбург и передал ему письмо от Цветаевой. В июле Цветаева, также через Эренбурга, получила первое за 3,5 года письмо от мужа. В конце года она начала готовиться к отъезду из России: переписывала набело рукописи, приводила в порядок архив, раздавала и распродавала вещи.
В начале 1922 года в Москве вышел сборник «Вёрсты», горячо принятый читателями и критиками, а в Берлине — сборник «Разлука» с полной редакцией поэмы «На красном коне».

### Эмиграция (1922—1939)
11 мая 1922 года Цветаева с дочерью выехала из Москвы в Ригу, где сделала пересадку на берлинский поезд. В Берлине Цветаева с семьей жили в районе Вильмерсдорф. На здании, где проживала поэтесса, установлена памятная доска. Прожив в Берлине 11 месяцев, семья Цветаевой на три года переехала в предместья Праги. В Чехии написаны знаменитые «Поэма Горы» и «Поэма Конца», посвящённые Константину Родзевичу. В 1925 году после рождения сына Георгия семья перебралась в Париж. Там на Цветаеву сильно воздействовала атмосфера, сложившаяся вокруг неё из-за деятельности мужа. Эфрона обвиняли в том, что он был завербован НКВД и участвовал в заговоре против Льва Седова, сына Троцкого.
В мае 1926 года по инициативе Бориса Пастернака Цветаева начала переписываться с австрийским поэтом Райнером Мария Рильке, жившим тогда в Швейцарии. Эта переписка обрывается в конце того же года со смертью Рильке. В этот период Цветаева участвовала в издании журнала «Вёрсты» (Париж, 1926—1928), в котором публиковались некоторые её сочинения («Поэма горы», драма «Тезей», поэмы «С моря» и «Новогоднее», посвящённая памяти Рильке).

Марина Цветаева в 1924 году

В течение всего времени, проведённого в эмиграции, Цветаева не прекращала переписку с Борисом Пастернаком.
Большинство из созданного Цветаевой в эмиграции осталось неопубликованным. В 1928 году в Париже выходит последний прижизненный сборник поэтессы — «После России», включивший в себя стихотворения 1922—1925 годов. Позднее Цветаева пишет об этом так: «Моя неудача в эмиграции — в том, что я не эмигрант, что я по духу, то есть по воздуху и по размаху — там, туда, оттуда…»
В 1930 году написан поэтический цикл «Маяковскому» (на смерть Владимира Маяковского), чьё самоубийство потрясло Цветаеву.
В отличие от стихов, не получивших в эмигрантской среде признания, успехом пользовалась её проза, занявшая основное место в её творчестве 1930-х годов («Эмиграция делает меня прозаиком…»). В это время изданы «Мой Пушкин» (1937), «Мать и музыка» (1935), «Дом у Старого Пимена» (1934), «Повесть о Сонечке» (1938), воспоминания о Максимилиане Волошине («Живое о живом», 1933), Михаиле Кузмине («Нездешний вечер», 1936), Андрее Белом («Пленный дух», 1934) и др.
С 1930-х годов Цветаева с семьёй жила практически в нищете. Финансово ей немного помогала Саломея Андроникова.

Никто не может вообразить бедности, в которой мы живём. Мой единственный доход — от того, что я пишу. Мой муж болен и не может работать. Моя дочь зарабатывает гроши, вышивая шляпки. У меня есть сын, ему восемь лет. Мы вчетвером живём на эти деньги. Другими словами, мы медленно умираем от голода.
— Из воспоминаний Марины Цветаевой
Живя в Париже, Цветаева испытывала острую ностальгию по России, отразившуюся в её стихах:
До Эйфелевой – рукою

Подать! Подавай и лезь.

Но каждый из нас – такое

Зрел, зрит, говорю, и днесь,

Что скушным и некрасивым

Нам кажется ваш Париж.

«Россия моя, Россия,

Зачем так ярко горишь?».
 Несмотря на это, она противилась желанию мужа, который уже принял твёрдое решение вернуться в СССР. Его поддерживала дочь Цветаевой, Ариадна. В семье постоянно возникали споры на тему возвращения в Россию. Цветаева считала, что прежней России больше не существует и возвращаться некуда. Она писала в своих стихах: «Можно ли вернуться в дом, который — срыт?».
15 марта 1937 года в Москву выехала Ариадна, которая первая из семьи получила возможность вернуться на родину. 10 октября того же года из Франции бежал Эфрон, оказавшись замешанным в заказном политическом убийстве.

### Возвращение в СССР (1939—1941)

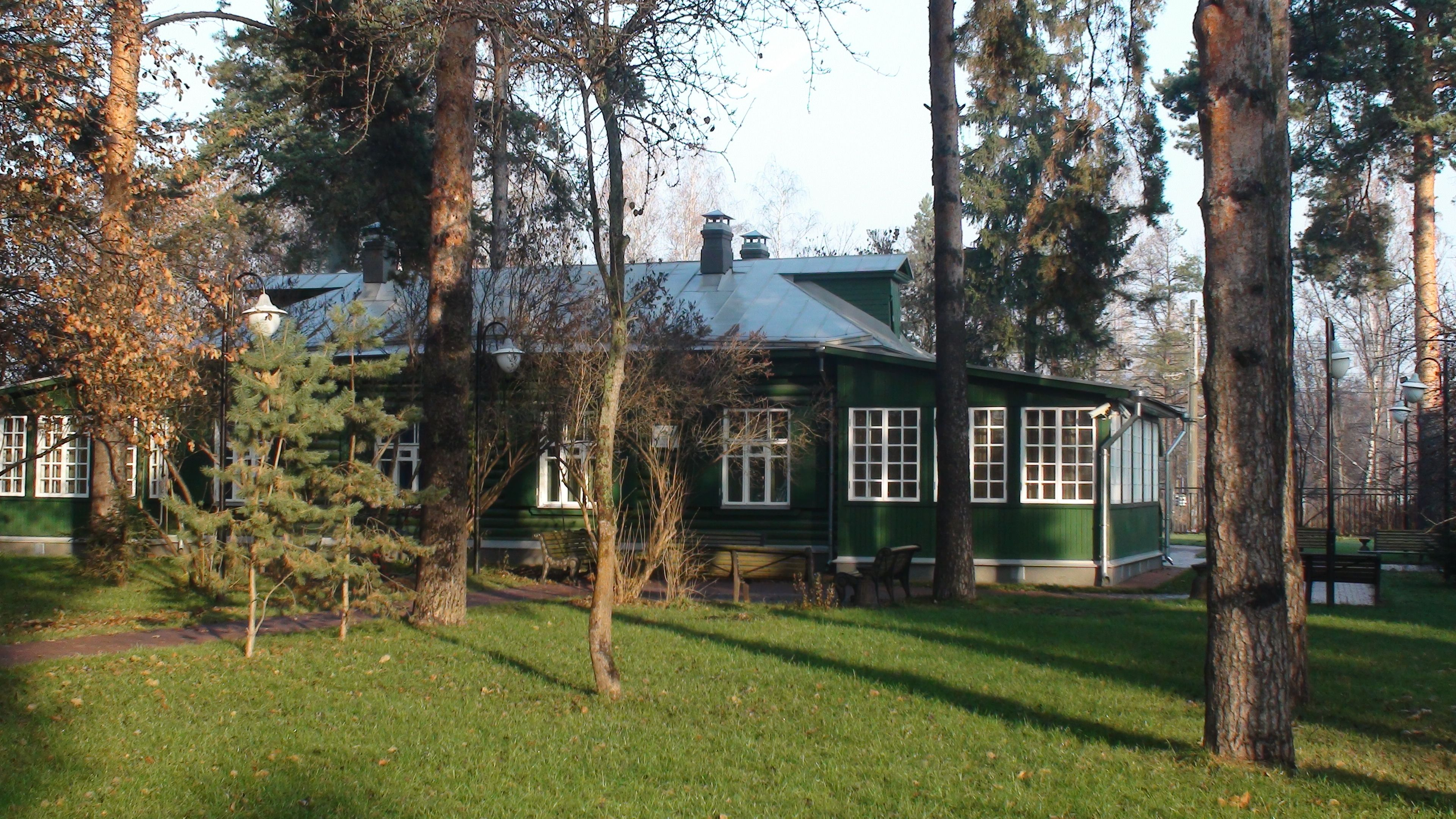
Дом в Болшеве,
где с 19 июня 1939 года жила
Марина Цветаева

В 1939 году Цветаева вернулась в СССР вслед за мужем и дочерью, жила на даче НКВД в Болшеве (ныне Мемориальный дом-музей М. И. Цветаевой в Болшеве), соседями были чета Клепининых. 27 августа была арестована дочь Ариадна, 10 октября — Эфрон. 16 октября 1941 года Сергей Яковлевич был расстрелян на Лубянке (по другим данным — в Орловском централе); Ариадна после пятнадцати лет заключения и ссылки реабилитирована в 1955 году.
В этот период Цветаева практически не писала стихов, занимаясь переводами.
Война застала Цветаеву за переводами Федерико Гарсиа Лорки. Работа была прервана. 8 августа Цветаева с сыном уехала на пароходе в эвакуацию; восемнадцатого прибыла вместе с несколькими писателями в городок Елабугу на Каме. В Чистополе, где в основном находились эвакуированные литераторы, Цветаева получила согласие на прописку и оставила заявление: «В совет Литфонда. Прошу принять меня на работу в качестве судомойки в открывающуюся столовую Литфонда. 26 августа 1941 года». Последнюю ночь в Чистополе провела в общежитии писателей в комнате Жанны Гаузнер, с которой была знакома по Москве. 28 августа она вернулась в Елабугу с намерением перебраться в Чистополь.

### Самоубийство и тайна могилы

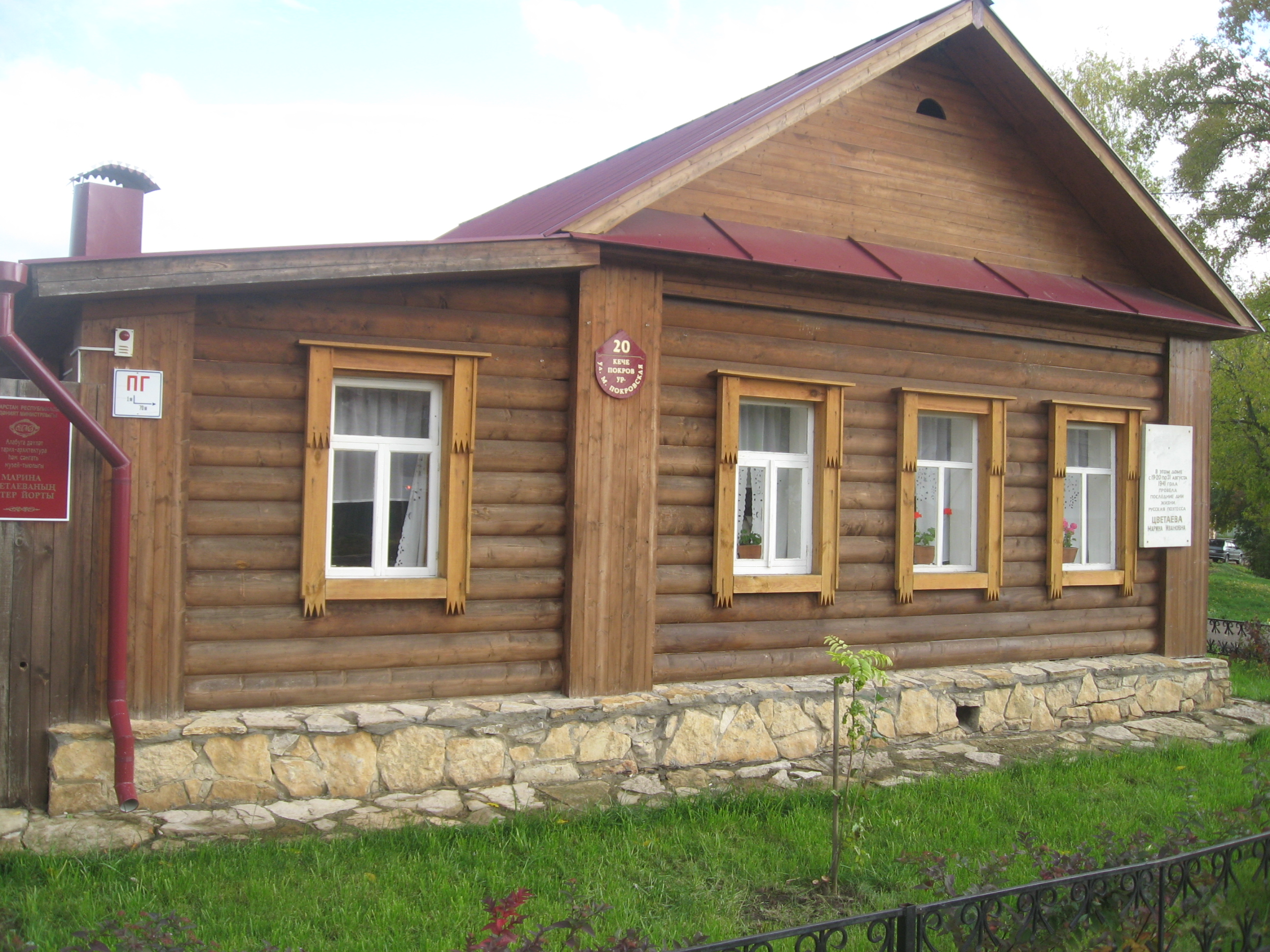
Дом Бродельщиковых в Елабуге, где ушла из жизни Марина Цветаева

31 августа 1941 года покончила жизнь самоубийством (повесилась) в доме Бродельщиковых, куда вместе с сыном была определена на постой. Оставила три предсмертные записки: тем, кто будет её хоронить (эта записка позже стала известна под условным названием «эвакуированным»), Асееву с сёстрами Синяковыми и сыну. Оригинал записки «эвакуированным» не сохранился (был изъят в качестве вещественного доказательства милицией и утерян), её текст известен по списку, который разрешили сделать Георгию Эфрону.
Записка сыну:

Мурлыга! Прости меня, но дальше было бы хуже. Я тяжело больна, это уже не я. Люблю тебя безумно. Пойми, что я больше не могла жить. Передай папе и Але — если увидишь — что любила их до последней минуты и объясни, что попала в тупик.

Записка Асеевым:

Дорогой Николай Николаевич! Дорогие сестры Синяковы! Умоляю вас взять Мура к себе в Чистополь — просто взять его в сыновья — и чтобы он учился. Я для него больше ничего не могу и только его гублю. У меня в сумке 450 р. и если постараться распродать все мои вещи. В сундучке несколько рукописных книжек стихов и пачка с оттисками прозы. Поручаю их Вам. Берегите моего дорогого Мура, он очень хрупкого здоровья. Любите как сына — заслуживает. А меня — простите. Не вынесла. МЦ. Не оставляйте его никогда. Была бы безумно счастлива, если бы жил у вас. Уедете — увезите с собой. Не бросайте!

Записка «эвакуированным»:

Дорогие товарищи! Не оставьте Мура. Умоляю того из вас, кто сможет, отвезти его в Чистополь к Н. Н. Асееву. Пароходы — страшные, умоляю не отправлять его одного. Помогите ему с багажом — сложить и довезти. В Чистополе надеюсь на распродажу моих вещей. Я хочу, чтобы Мур жил и учился. Со мной он пропадет. Адр. Асеева на конверте. Не похороните живой! Хорошенько проверьте.

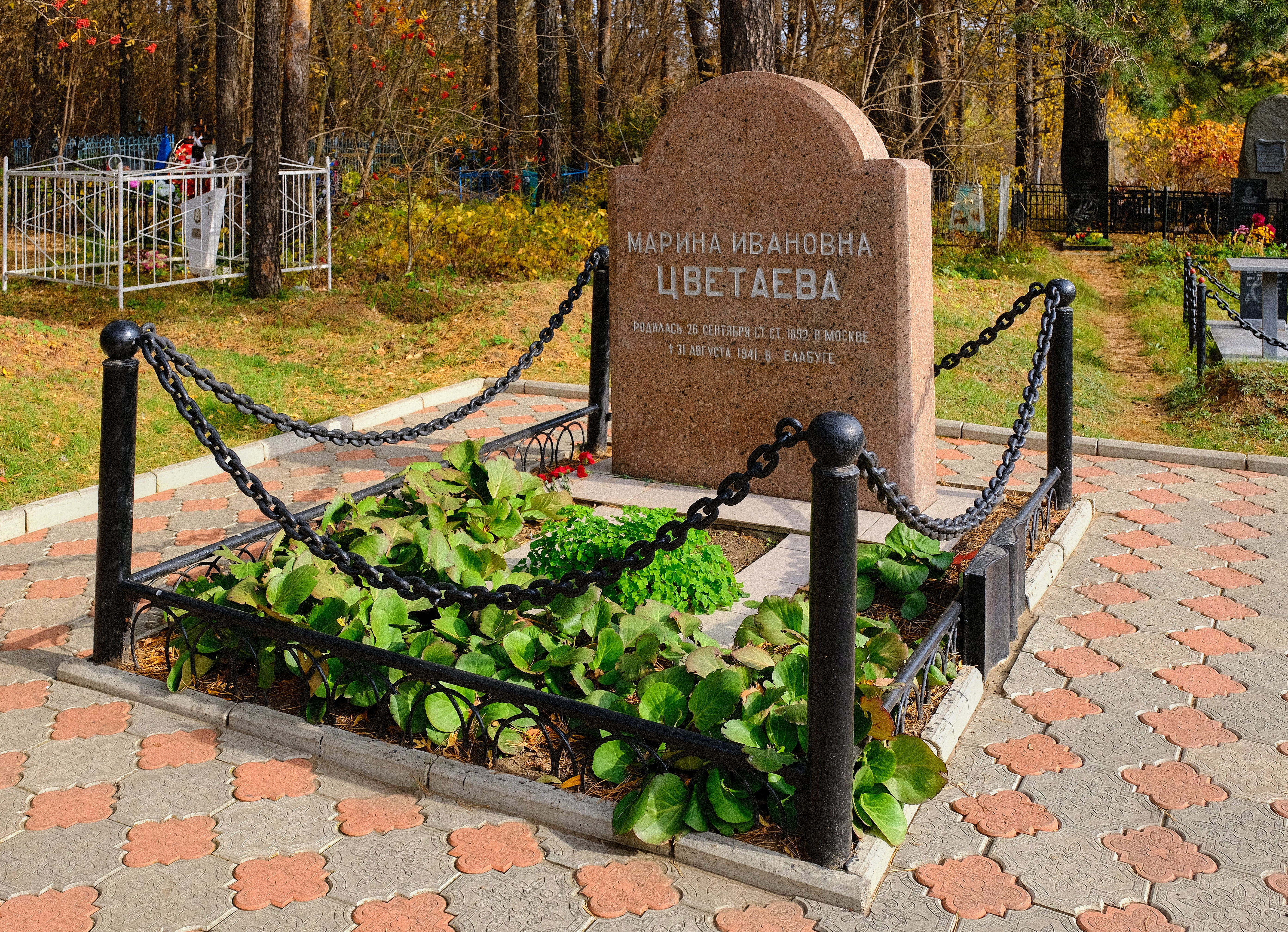
Могила Цветаевой

Марина Цветаева была похоронена 2 сентября 1941 года на Петропавловском кладбище в г. Елабуге. Точное расположение её могилы неизвестно. На южной стороне кладбища, у каменной стены, где находится её затерявшееся последнее пристанище, в 1960 году сестра поэтессы, Анастасия Цветаева, «между четырёх безвестных могил 1941 года» установила крест с надписью «В этой стороне кладбища похоронена Марина Ивановна Цветаева». В 1970 году на этом месте было сооружено гранитное надгробие. Позднее, будучи уже в возрасте за 90, Анастасия Цветаева стала утверждать, что надгробие находится на точном месте захоронения сестры и все сомнения являются всего лишь домыслами. С начала 2000-х годов место расположения гранитного надгробия, обрамлённое плиткой и висячими цепями, по решению Союза писателей Татарстана именуется «официальной могилой М. И. Цветаевой». В экспозиции Мемориального комплекса М. И. Цветаевой в Елабуге демонстрируется также карта мемориального участка Петропавловского кладбища с указанием двух «версионных» могил Цветаевой — по так называемым «чурбановской» версии и «матвеевской» версии. Среди литературоведов и краеведов единой доказательной точки зрения по этому вопросу до сих пор нет.

## Семья

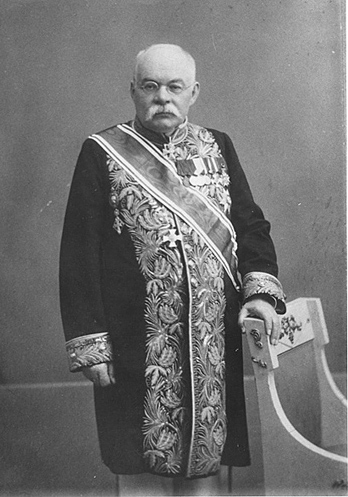
Иван Владимирович Цветаев

Отец: Иван Владимирович Цветаев (1847—1913) — тайный советник, член-корреспондент Петербургской академии наук, профессор Московского университета.
Первый брак отца — с Варварой Дмитриевной Иловайской (1858—1890), дочерью историка Д. И. Иловайского. 
Дети от этого брака (1880—1890):
Единокровная сестра: Валерия Ивановна Цветаева (1883—1966) — танцовщица, организатор, руководитель и один из педагогов Государственных курсов искусства движения (1920-е — 1930-е годы, на базе ВХУТЕМАС, Москва).
Единокровный брат: Андрей Иванович Цветаев (1890—1933) — юрист по образованию, специалист по западноевропейской живописи и фарфору. В. Д. Иловайская умерла через несколько дней после рождения Андрея.
Второй брак отца — с Марией Александровной Мейн (1868—1906). 
Дети от этого брака (1891—1906):
Марина Ивановна Цветаева
Сестра: Анастасия Ивановна Цветаева (1894—1993) — русская писательница.

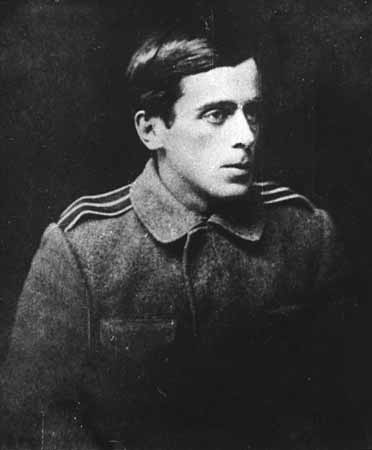
Сергей Эфрон

Муж: Сергей Яковлевич Эфрон (1893—1941).
Дети от этого брака (1912—1941):
Дочь: Ариадна Сергеевна Эфрон (1912—1975).
Дочь: Ирина Сергеевна Эфрон (13.04.1917—15 (16?).02.1920) — умерла от голода в Кунцевском детском приюте.
Сын: Георгий Сергеевич Эфрон («Мур») (01.02.1925—<?>.07.1944) — погиб на фронте; по данным ОБД «Мемориал», похоронен в братской могиле в г. Браслав Витебской области, Беларусь. Опубликованы его дневники (03.1940—08.1943).
Первый муж сестры: Борис Сергеевич Трухачёв (1893—1919).
Племянник: Андрей Борисович Трухачёв (27.07.1912—31.01.1993) — архитектор.
Единокровная племянница: Инна Андреевна Цветаева (1931—1985) — кандидат биологических наук, работала сотрудником НИИ Бактериологических препаратов.
Внучатая племянница: Маргарита Андреевна Мещерская (род. 1947) — переводчица, с 1989 года проживает в США.
Правнучатая племянница: Ольга Ростиславовна Мещерская (род. 1976) — риэлтор, проживает в США.
Внучатая племянница: Ольга Андреевна Трухачёва (род. 1957) — проживает в США.
Второй муж сестры: Маврикий Александрович Минц (1886—1917) — инженер-химик.
Племянник: Алексей Маврикиевич Минц (1916—1917) — умер от перитонита.
Поскольку ни дочь Ариадна, ни сын Георгий не имели детей, прямых потомков после смерти Ариадны у Марины Цветаевой не осталось.

## После смерти

### Кенотаф Цветаевой в Тарусе

Памятник в Тарусе

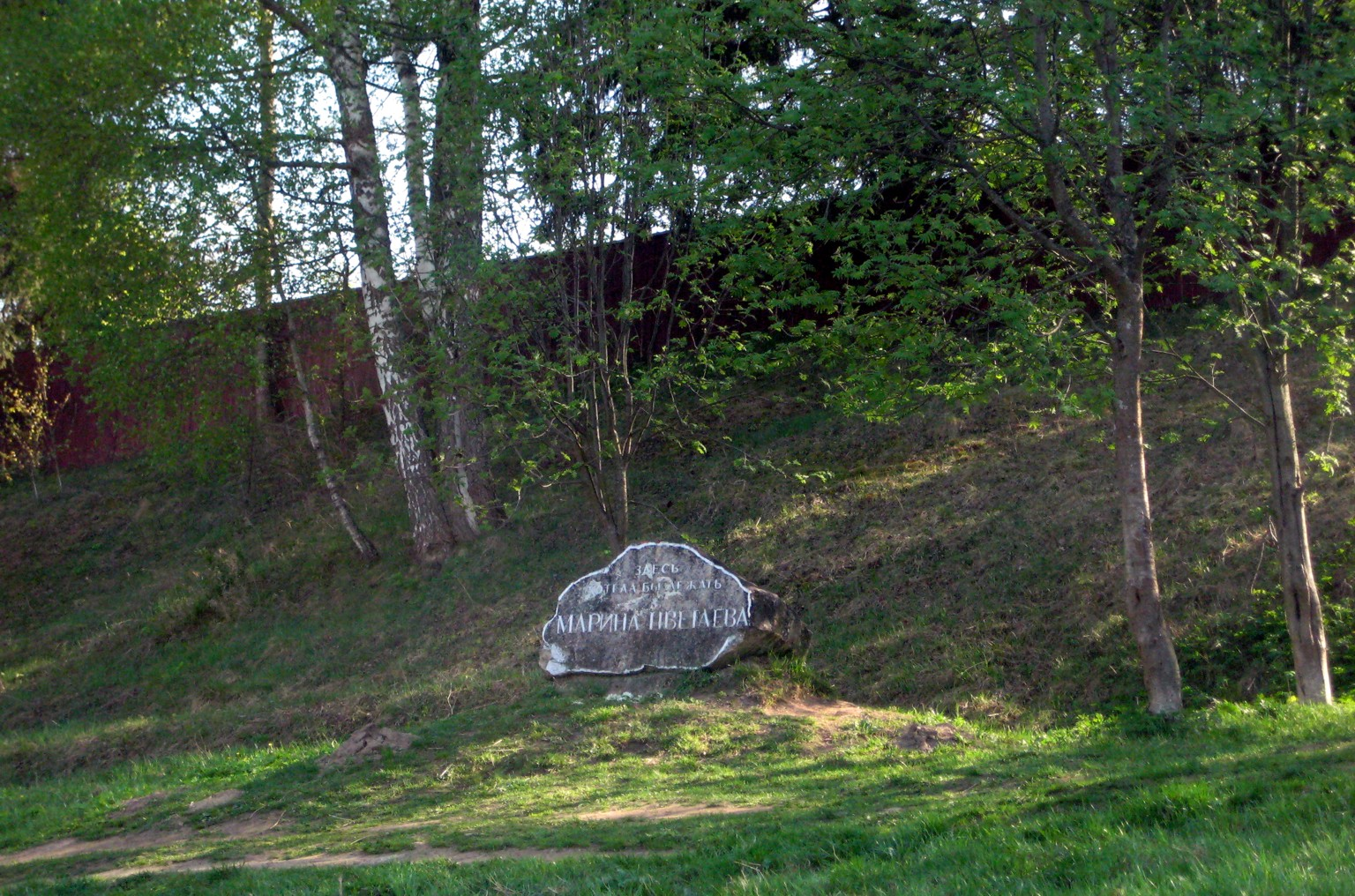
Кенотаф Марины Цветаевой

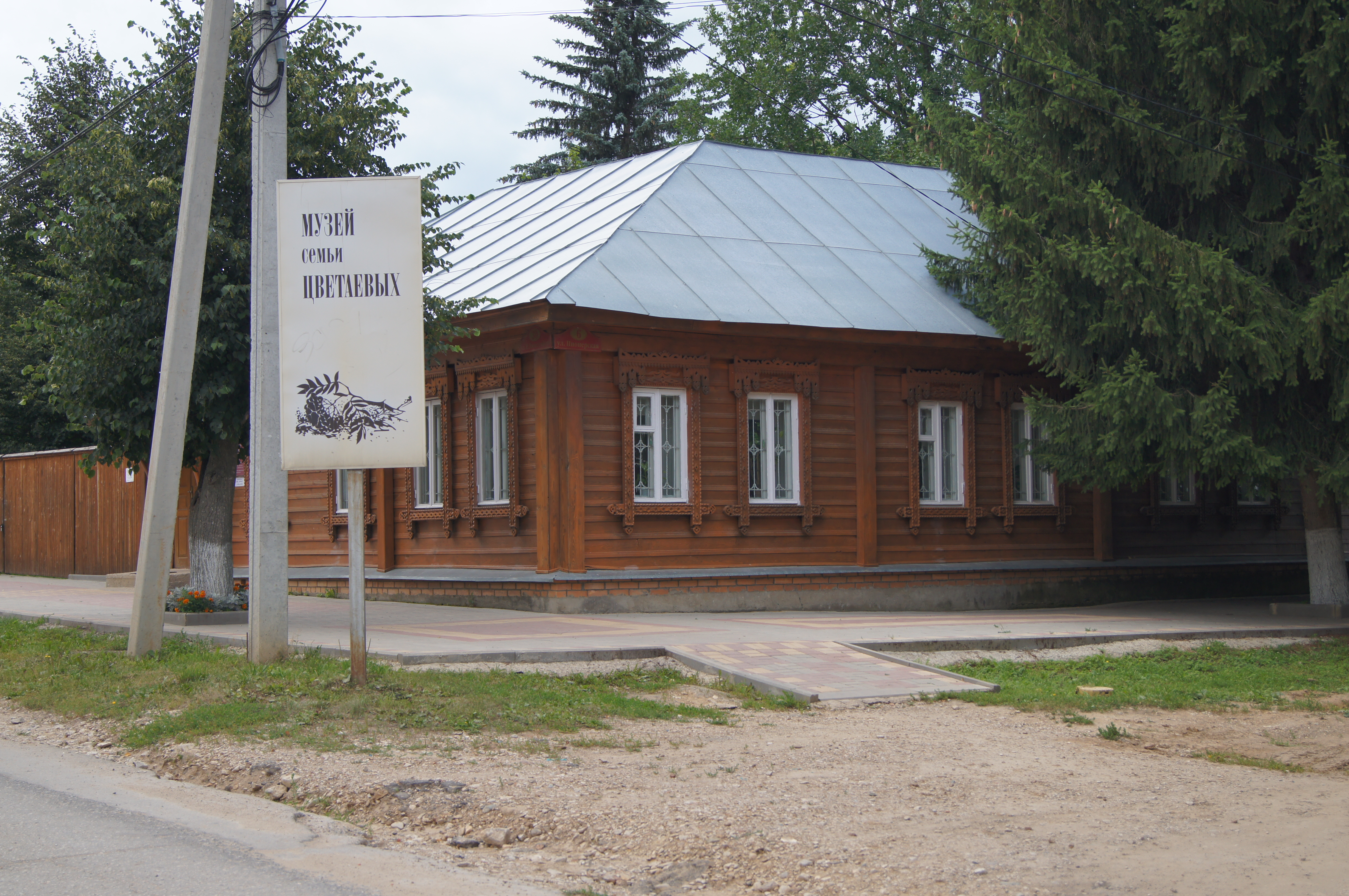
Музей семьи Цветаевых в Тарусе

В эмиграции она написала в рассказе «Хлыстовки»: «Я бы хотела лежать на тарусском хлыстовском кладбище, под кустом бузины, в одной из тех могил с серебряным голубем, где растет самая красная и крупная в наших местах земляника. Но если это несбыточно, если не только мне там не лежать, но и кладбища того уж нет, я бы хотела, чтобы на одном из тех холмов, которыми Кирилловны шли к нам в Песочное, а мы к ним в Тарусу, поставили, с тарусской каменоломни, камень: „Здесь хотела бы лежать Марина Цветаева“». Также она говорила: «Здесь, во Франции, и тени моей не останется. Таруса, Коктебель, да чешские деревни — вот места души моей».
На высоком берегу Оки, в её любимом городе Тарусе согласно воле Цветаевой установлен камень (тарусский доломит) с надписью «Здесь хотела бы лежать Марина Цветаева». Первоначально кенотаф появился там в 1962 году благодаря усилиям киевского студента-филолога Семена Островского, поклонника поэзии Цветаевой, но затем был убран «во избежание», а позже, в более спокойные времена, восстановлен.

### Отпевание

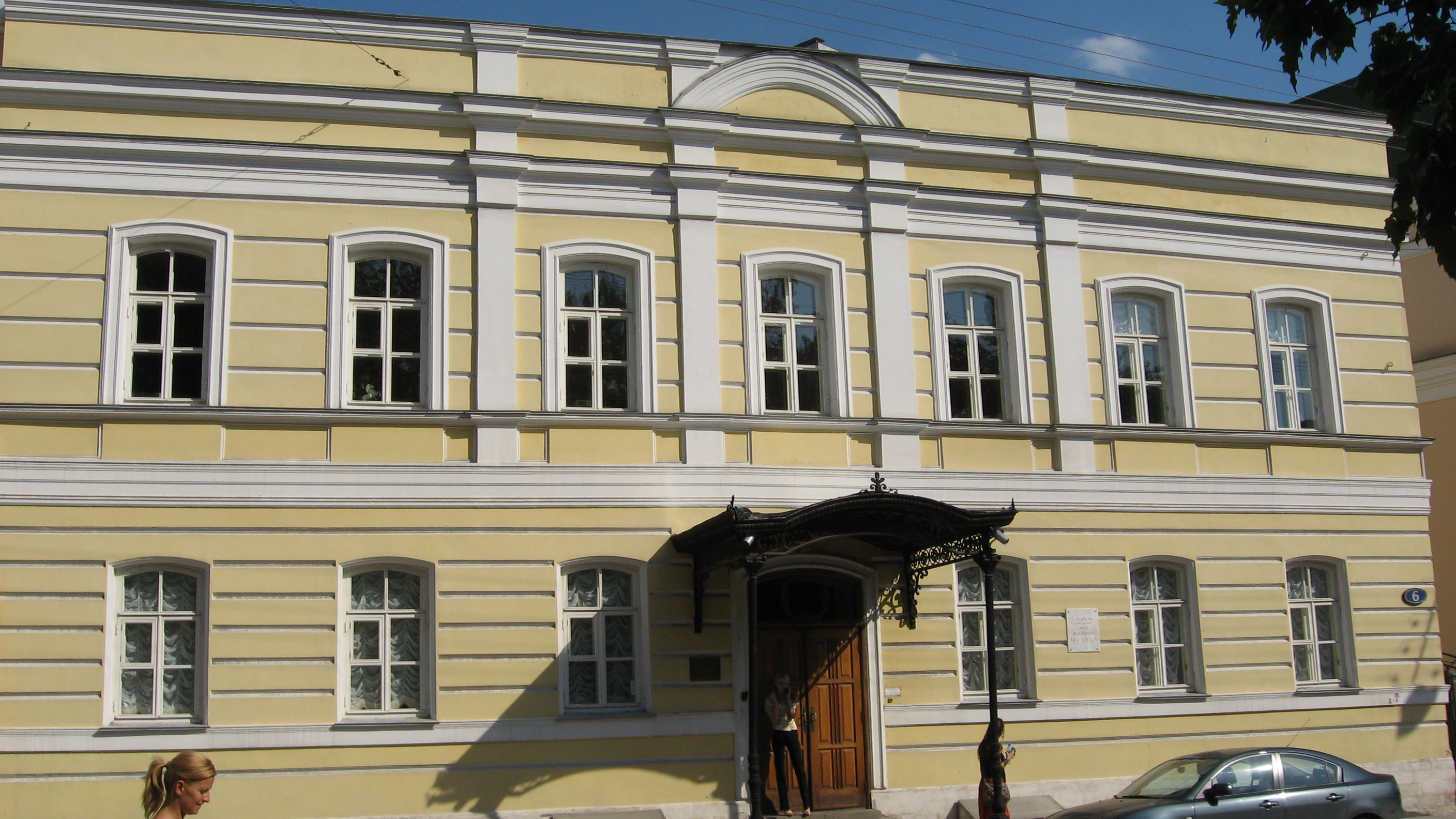
Дом М. Цветаевой. Борисоглебский пер., Москва.

Православие запрещает отпевание самоубийц, но разрешить его может в особом случае правящий епископ, и в 1990 году патриарх Алексий II дал благословение на отпевание Цветаевой. Основанием послужило прошение к патриарху группы верующих, включая сестру Анастасию Цветаеву и диакона Андрея Кураева.
Отпевание состоялось в день пятидесятилетия кончины Марины Цветаевой в московском храме Вознесения Господня у Никитских ворот.

### Цветаева в творчестве русских поэтов
Как отмечает Лариса Шестакова, Анна Ахматова в своих стихах, посвящённых Марине Цветаевой, использовала рифмы к имени Марина, по эмоциональному и смысловому содержанию схожие с таковыми в творчестве самой Цветаевой, например:
<…> Поглотила любимых пучина,
И разрушен родительский дом.
Мы сегодня с тобою, Марина,
По столице полночной идём.А. Ахматова. Венок мёртвым. Поздний ответ
- Зоя Ященко: «Марина». Стихотворение положено на музыку. В 1996 году вышел альбом группы «Белая гвардия» «Амулет» с песней «Марина».

## Поэтический язык
В своём творчестве Марина Цветаева использует такой необычный для русского языка знак, как апостроф:
Д’ну по́ доскам башкой лысой плясать!
Д’ну сапо́жки лизать, лоснить, сосать!
Д’как брыкнёт его тут Дева-Царь по башке:
«Что за тля — да на моём сапожке?»
Д’как притопнет о корабь каблучком:
Дядька — кубарем, в волны — ничком!М. Цветаева. Царь-Девица. Встреча первая.

## Память

### Памятники

Памятник в Борисоглебском пер., Москва

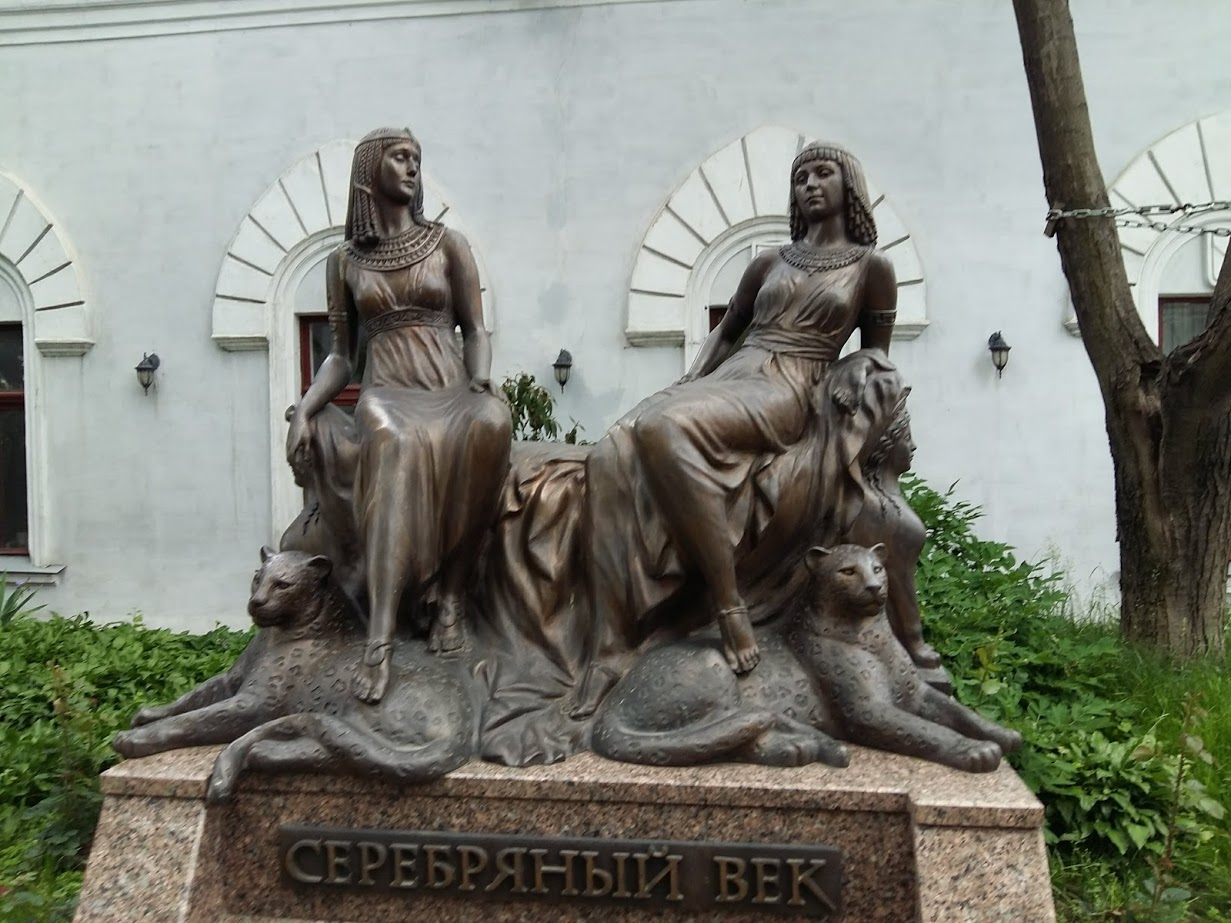
Памятник «Серебряный век» в Одессе — скульптурный портрет поэтов Марины Цветаевой и Анны Ахматовой

- Памятник в Борисоглебском переулке в Москве рядом с домом № 9 стр. 4 напротив дома-музея Цветаевой;
- Памятник «Серебряный век» в Саду скульптур Одесского литературного музея. Скульптурная композиция изображает поэтесс Марину Цветаеву и Анну Ахматову в образе древних египтянок. Авторы — Леонид Липтуга и Олег Черноиванов. Открыт в апреле 2013 года[50];
- Памятник Марине Цветаевой в городе Таруса на берегу Оки. Открыт 8 октября 2006 г. Авторы — архитектор Борис Асафович Мессерер, скульптор академик РАХ Владимир Борисович Соскиев;
- Памятник Марине Цветаевой работы Зураба Церетели был открыт 16 июня 2012 года к 120-летию со дня рождения поэтессы во Франции, в городе Сен-Жиль-Круа-де-Ви;
- Бронзовый двухметровый памятник Марине Цветаевой работы Зураба Церетели был открыт в мае 2018 года к 125-летию со дня рождения поэтессы в московском районе Строгино во дворе школы № 1619, которая с 1996 года носит имя поэтессы[51];
- Памятный камень был установлен в 2011 году на территории усадьбы Дубровицы в одноимённом поселке[52].

### Улицы и станции метро
- В честь Цветаевой названы улицы в ряде городов России: есть улица Марины Цветаевой в Королёве, улица Цветаевой в Абакане, улица Цветаевой в Липецке (Ссёлки), улица Цветаевой в Томске.
- В Киеве улица Александры Экстер с 1987 до 2023 именовалась улицей Марины Цветаевой.

### В космосе
- К 90-летию со дня рождения поэтессы астрономы Крымской астрофизической обсерватории Людмила Карачкина и Людмила Журавлёва назвали малую планету, открытую ими 14 октября 1982 года, (3511) Цветаева[53].
- В честь Марины Цветаевой назван кратер Tsvetayeva на Венере, название утверждено Международным астрономическим союзом в 1985 году[54].

### Музеи Цветаевой и её семьи
- Музей семьи Цветаевых в Тарусе, на берегу Оки установлен памятник Марине Цветаевой, автор которого Борис Мессерер[55][56]
- Дом-музей Марины Цветаевой в Москве[57]
- Мемориальный дом-музей М. И. Цветаевой в Болшеве (г. Королёв)
- Дом-музей семьи Цветаевых в Иванове, с. Ново-Талицы
- Литературно-художественный музей Марины и Анастасии Цветаевых в г. Александров Владимирской области.
- Литературно-художественный музей М. Цветаевой в Башкортостане, с. Усень-Ивановское
- Мемориальный комплекс Марины Цветаевой в Елабуге.
- Музей Марины и Анастасии Цветаевых в городе Феодосия

### Документальные фильмы
- «Гибель Марины Цветаевой» (1989, реж. Сергей Дёмин). Фильм с участием Анастасии Цветаевой, литературоведов М. И. Белкиной и Вероники Лосской.
- Марины Голдовской 1989 года «Мне девяносто лет, ещё легка походка…» об Анастасии Цветаевой и её воспоминаниях о Марине Цветаевой.
- «Настанет свой черед» (1990, Лентелефильм, реж. Л. Цуцульковский). Фильм о Марине Цветаевой с участием Анастасии Цветаевой и литературоведа М. И. Белкиной.
- «Осень. Таруса. Цветаева…» (1990, Главная редакция программ для детей ЦТ). В фильме принимает участие Анна Саакянц — литературовед и специалист по творчеству Марины Цветаевой.
- «Не похороните живой!..» (1992, автор и режиссёр Валентина Проскурина). В фильме принимает участие Анна Саакянц — литературовед и специалист по творчеству Марины Цветаевой.
- Татьяны Маловой «Цветаева Марина. Роман её души» (2002 г.[58]).
- Андрея Осипова «Страсти по Марине» 2004 года, получивший приз «Золотой Витязь», премию «Ника» за лучший документальный фильм 2004 года
- Телецикл «Исторические хроники»: 1972 год — Марина Цветаева (74-я серия)
- Ольги Нифонтовой «Вдохновенная Марина» 2008 года.
- «Парижская элегия: Марина Цветаева» (2009, «СМ-Фильм», автор и режиссёр Александра Свинина). В фильме принимает участие литературовед Вероника Лосская.
- В телецикле «Острова» (т/к «Культура»): «Марина Цветаева. Последний дневник» (2012, реж. Андрей Судзиловский).
- «Марина Цветаева. Предсказание» (2012, реж. Сергей Браверман, автор и ведущий Сергей Медведев).

### Художественные фильмы
- «Очарование зла» (2005 год), режиссёр М. Козаков. 6-серийный фильм повествует о жизни русской эмиграции в Париже в начале 1930-х годов. В сериале затронута жизнь Цветаевой в Париже, показано сотрудничество Сергея Эфрона с органами ОГПУ и его бегство в СССР. В роли Марины Цветаевой — Галина Тюнина.
- «Луна в зените» (2007 год), российский 4-серийный фильм Дмитрия Томашпольского, снятый по мотивам неоконченной пьесы Анны Ахматовой «Пролог, или Сон во сне». В роли Марины Цветаевой — Наталия Фиссон.
- «Маяковский. Два дня» (2011 год), режиссёры Дмитрий Томашпольский, Алёна (Елена) Демьяненко. В роли Марины Цветаевой — Наталия Фиссон.
- «Зеркала» (2013 год), режиссёр Марина Мигунова. Фильм охватывает события в жизни Марины Цветаевой в юности, в годы эмиграции, возвращение в сталинскую Россию. В роли Марины Цветаевой — Виктория Исакова.

### Проект «Wall poems»

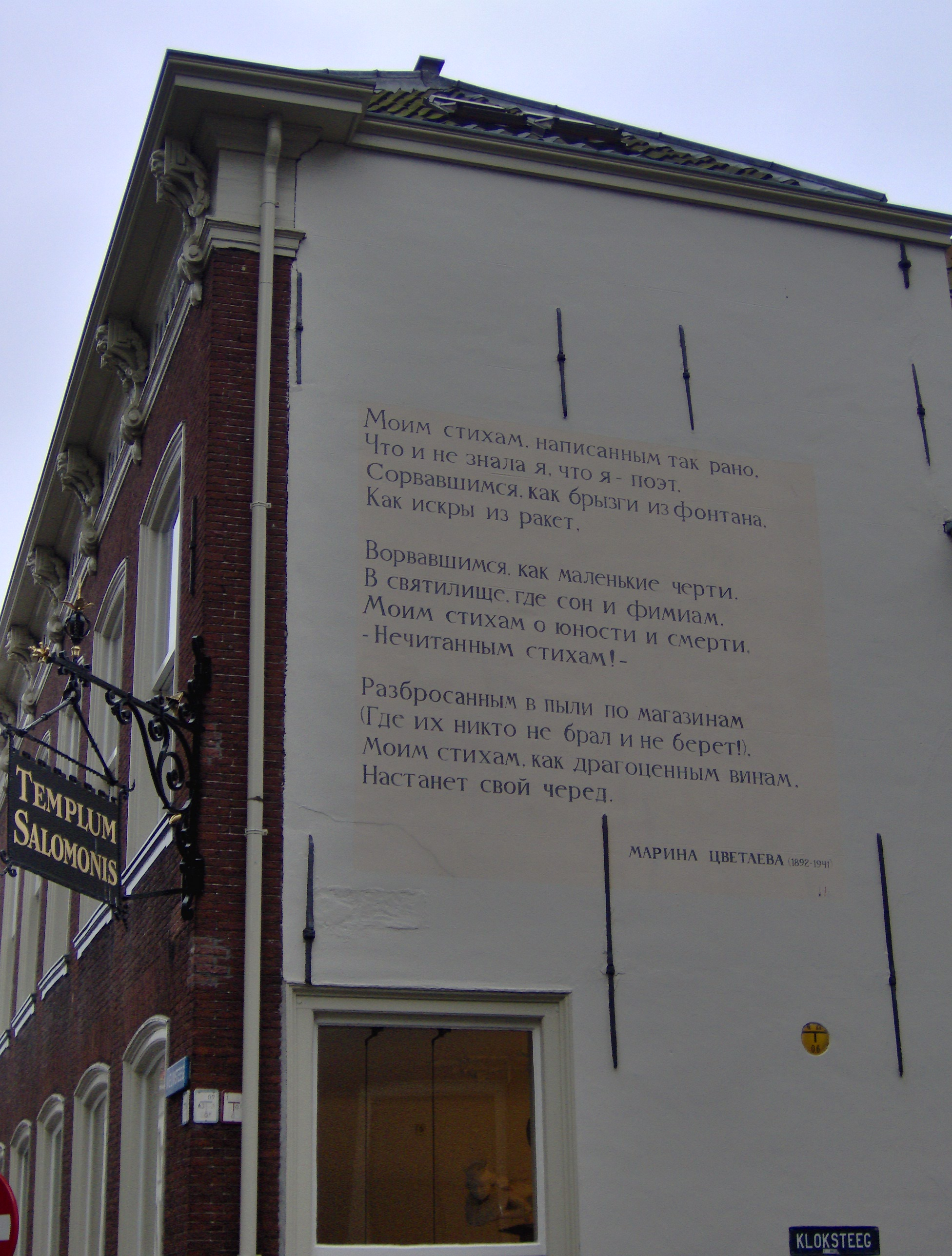
Стихотворение Марины Цветаевой на стене одного из домов в Лейдене (Нидерланды)

В 1992 году стихотворение Марины Цветаевой «Моим стихам», написанное на стене одного из зданий в центре Лейдена (Нидерланды), открыло культурный проект «Wall poems». Любопытно, что последним, 101-м поэтом, чьи стихи сделали в Лейдене памятником, стал Федерико Гарсиа Лорка, чьими переводами Цветаева занималась в последние дни жизни.

## Дополнительная информация
- Через полгода после бурного романа с Константином Родзевичем Марина Цветаева не только помогала его невесте выбирать свадебное платье, но и подарила собственноручно переписанную «Поэму горы», полную неистовой страсти и неземной любви к её адресату — Константину Родзевичу, который не любил и не понимал стихотворений Цветаевой[60].
- После начала Великой Отечественной войны Марину Цветаеву отправили в эвакуацию в город Елабуга, что в Татарстане. Упаковывать вещи ей помогал Борис Пастернак. Он принёс верёвку, чтобы перевязать чемодан, и, заверяя в её крепости, пошутил: «Верёвка всё выдержит, хоть вешайся». Впоследствии ему передали, что именно на ней Цветаева в Елабуге и повесилась (по свидетельству Марка Слонима, со слов К. Г. Паустовского)[61].
- Творческое кредо М. Цветаевой[62]:

«Единственный справочник: собственный слух и, если уж очень нужно (?) — теория словесности Саводника: драма, трагедия, поэма, сатира».

«Единственный учитель: собственный труд».

«И единственный судья: будущее».
- Список песен на стихи Марины Цветаевой

## Творчество

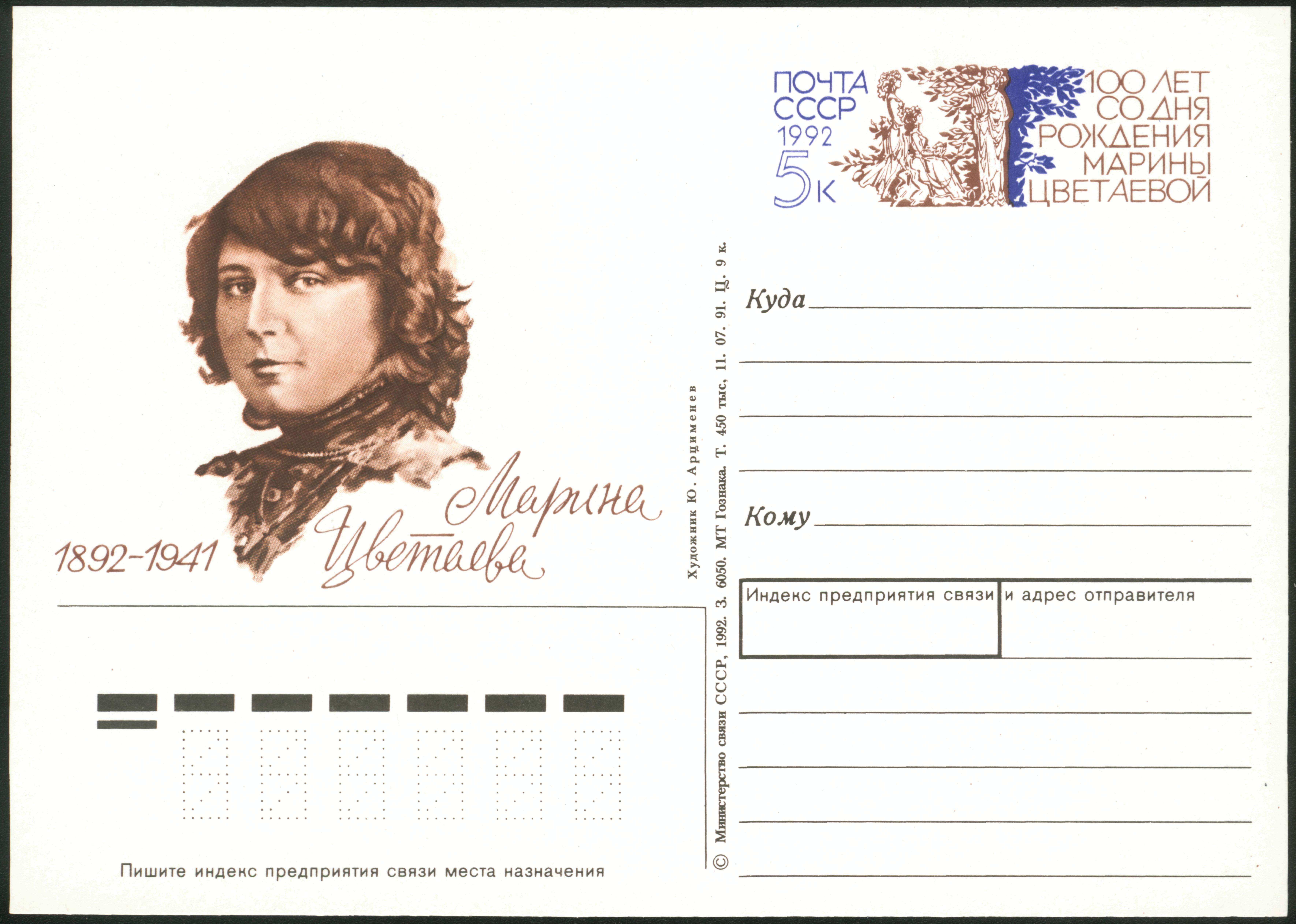
Почтовая карточка с оригинальной маркой, художник Ю.Арцименев, 1992 год

### Сборники стихов
- 1910 — «Вечерний альбом»
- 1912 — «Волшебный фонарь», вторая книга стихов, Изд. «Оле-Лукойе», Москва.
- 1913 — «Из двух книг», Изд. «Оле-Лукойе». — 56 с.
- «Юношеские стихи», 1913—1915.
- 1922 — «Стихи к Блоку» (1916—1921), Изд. Огоньки, Берлин, Обложка А. Арнштама.
- 1922 — «Конец Казановы», Изд. Созвездие, Москва. Обложка работы О. С. Соловьевой.
- 1920 — «Царь-девица»
- 1921 — «Вёрсты»
- 1921 — «Лебединый стан»
- 1922 — «Разлука»
- 1923 — «Ремесло»
- 1923 — «Психея. Романтика»
- 1924 — «Молодец»
- 1928 — «После России»
- сборник 1940 года

### Поэмы
- Чародей (1914)
- На Красном Коне (1921)
- Поэма Горы (1924, 1939)
- Поэма Конца (1924)
- Крысолов (1925)
- С моря (1926)
- Попытка комнаты (1926)
- Поэма Лестницы (1926)
- Новогоднее (1927)
- Поэма Воздуха (1927)
- Красный бычок (1928)
- Перекоп (1929)
- Сибирь (1930)

Поэмы-сказки
- Царь-Девица (1920)
- Переулочки (1922)
- Мо́лодец (1922)

Незавершённые
- Егорушка
- Несбывшаяся поэма
- Певица
- Автобус
- Поэма о Царской Семье

### Драматические произведения
- Червонный валет (1918)
- Метель (1918)
- Фортуна (1918)
- Приключение (1918—1919)
- Пьеса о Мэри (1919, не завершена)
- Каменный Ангел (1919)
- Феникс (1919)
- Ариадна (1924)
- Федра (1927)

### Эссеистская проза
- «Живое о живом»
- «Пленный дух»
- «Мой Пушкин»
- «Пушкин и Пугачёв»
- «Искусство при свете совести»
- «Поэт и время»
- «Эпос и лирика современной России»
- воспоминания об Андрее Белом, Валерии Брюсове, Максимилиане Волошине, Борисе Пастернаке и др.
- Мемуары
- «Мать и музыка»
- «Сказка матери»
- «История одного посвящения»
- «Дом у Старого Пимена»
- «Повесть о Сонечке»

## Аукционы
В 2022 году рукопись со стихотворениями из цикла «Любви старинные туманы» были проданы на аукционе в «Литфонде» за 1,4 млн рублей.

## Издания
- Цветаева, М. И. Избранное / предисл., сост. и подгот. текста Вл. Орлова. — М.: Худож. лит., 1961. — 304 с.
- Цветаева, М. И. Вечерний альбом. — М.: Книга, 1988. — 231 с. — (Книжные редкости). — ISBN 5-212-00306-7 (Репр. изд. 1910)
- Цветаева, М. И. Стихотворения. Поэмы / сост., вступ. ст. А. М. Туркова; примеч. А. А. Саакянц. — М.: Сов. Россия, 1988. — 416 с. — (Поэтическая Россия)
- Цветаева, М. И. Собрание стихотворений, поэм и драматических произведений в 3 т. / сост.и подгот. текста А. Саакянц и Л.Мнухина — М.: Прометей, 1990—1993
- Цветаева, М. И. Соч.: в 2 т. / сост., подгот. текста и коммент. А. Саакянц. — Мн.: Нар. Асвета, 1988. — Т. 1: Стихотворения, Поэмы. — Т. 2: Проза[64].
- Цветаева, М. И. Стихотворения и поэмы / вступ. ст., сост., подгот. текста и примеч. Е. Б. Коркиной. — 3-е изд. — Л.: Сов. писатель, 1990. — 800 с. — Тираж 150 000 экз. — (Б-ка поэта. Большая сер.)
- Цветаева, М. И. Стихотворения; Поэмы; Драматические произведения / сост., подгот. текста, предисл. Е. Евтушенко; худож. Т. Толстая. — М.: Худож. лит., 1990. — 398 с. — (Классики и современники. Поэтич. б-ка). — Тираж 200 000 экз.
- Цветаева, М. И. Собр. соч.: в 7 т. / сост., подгот. текста и коммент. А. Саакянц и Л. Мнухина. — М.: Эллис Лак, 1994—1995. — Т. 1: Стихотворения 1906—1920. — Т. 2: Стихотворения 1921—1941. — Т. 3: Поэмы. Драматические произведения. — Т. 4: Воспоминания. Записи. Интервью. — Т. 5: Автобиографическая проза. Эссе. Критические статьи. — Т. 6—7: Письма 1905—1941.
- Цветаева, М. И. Неизданное. Сводные тетради / подгот. текста, предисл. и примеч. Е. Б. Коркиной и И. Д. Шевеленко. — М.: Эллис Лак, 1997. — 640 с.
- Цветаева, М. И. Лирика / ил. В. Мишина. — СПб.: Вита Нова, 2006. — 480 с.

### В переводах на другие языки

#### Переводы на греческий язык
- Τσβετάγιεβα, Μαρίνα. Το ποίημα του βουνού [Цветаева М. И.. Флорентийские ночи : пер. на греч. Д. Триантафиллидиса]. — Афины: Samizdat, 2018. — ISBN 978-618-5220-1-74
- Τσβετάγιεβα, Μαρίνα. Σχετικά με τον Ρίλκε [Цветаева М. И.. О Рильке : пер. на греч. Д. Триантафиллидиса]. — Афины: Samizdat, 2018. — ISBN 978-618-5220-2-04
- Τσβετάγιεβα, Μαρίνα. Το ποίημα του βουνού [Цветаева М. И.. Поэма горы : пер. на греч. Д. Триантафиллидиса]. — Афины: Samizdat, 2017. — ISBN 978-618-5220-04-0
- Τσβετάγιεβα, Μαρίνα. Το ποίημα του τέλους [Цветаева М. И.. Поэма конца : пер. на греч. Д. Триантафиллидиса]. — Афины: Samizdat, 2015. — ISBN 978-618-81042-6-6
- Τσβετάγιεβα, Μαρίνα. Βέρστια [Цветаева М. И.. Вёрсты : пер. на греч. Д. Триантафиллидиса]. — Афины: Samizdat, 2015. — ISBN 978-618-81042-4-2
- Τσβετάγιεβα, Μαρίνα. Η ιστορία μιας αφιέρωσης [Цветаева М. И.. История одного посвящения : пер. на греч. Д. Триантафиллидиса]. — Афины: Samizdat, 2015. — ISBN 978-618-81042-5-8
- Τσβετάγιεβα, Μαρίνα. Βέρστια [Цветаева М. И.. Вёрсты : пер. на греч. Д. Триантафиллидиса]. — Афины: Ендимион, 2013. — ISBN 978-960-9545-23-5